# Habitatge al carrer del Forn, 35 (Torrelameu)
L'Habitatge al carrer del Forn, 35 és una obra amb elements noucentistes de Torrelameu (Noguera) inclosa a l'Inventari del Patrimoni Arquitectònic de Catalunya.

## Descripció
Edifici entre mitgeres de planta rectangular, actualment format per tres habitatges independents. La teulada, conjunta, té el carener paral·lel a la façana principal; el ràfec, de volada considerable, és disposat amb línies denticulades en degradació.
El conjunt consta de planta baixa, pis i golfes. A baix les obertures són allindades, tot i que cap de les tres mostra un aspecte similar. Al primer pis, separat per una cornisa motllurada, s'obren tres balcons, estructurats per un arc escarsser rebaixat i brancals adovellats. Les golfes, separades del pis per una línia d'imposta, s'il·luminen mitjançant tres finestres gairebé quadrades amb estructura de pedra.

## Història
Casa que consta actualment de tres habitatges, encara que inicialment és possible que hi comptés amb un de sol.